# Kossuth Lajos tér

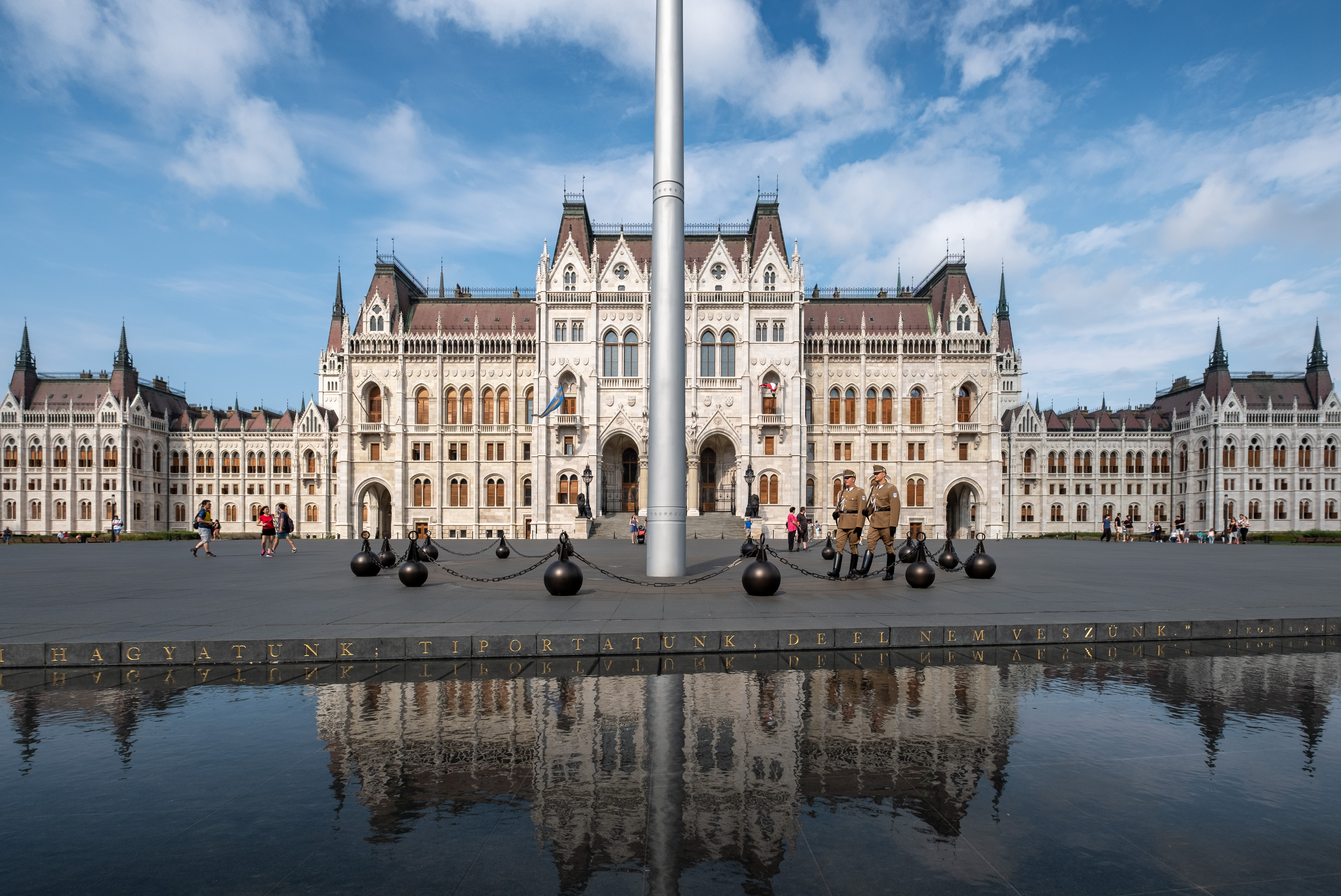
Kossuth tér mit Parlamentsgebäude und Flaggenmast.

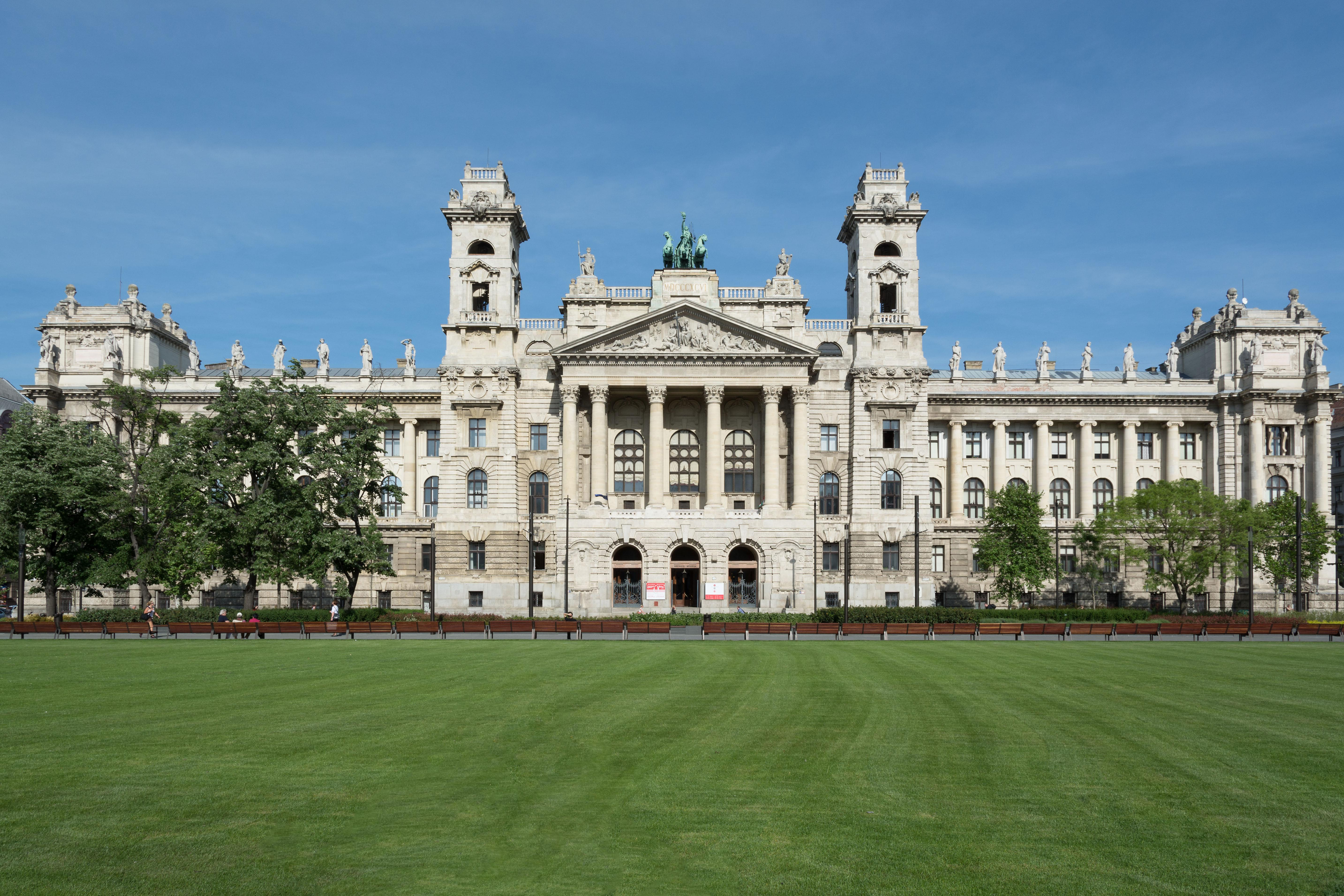
Justizpalast

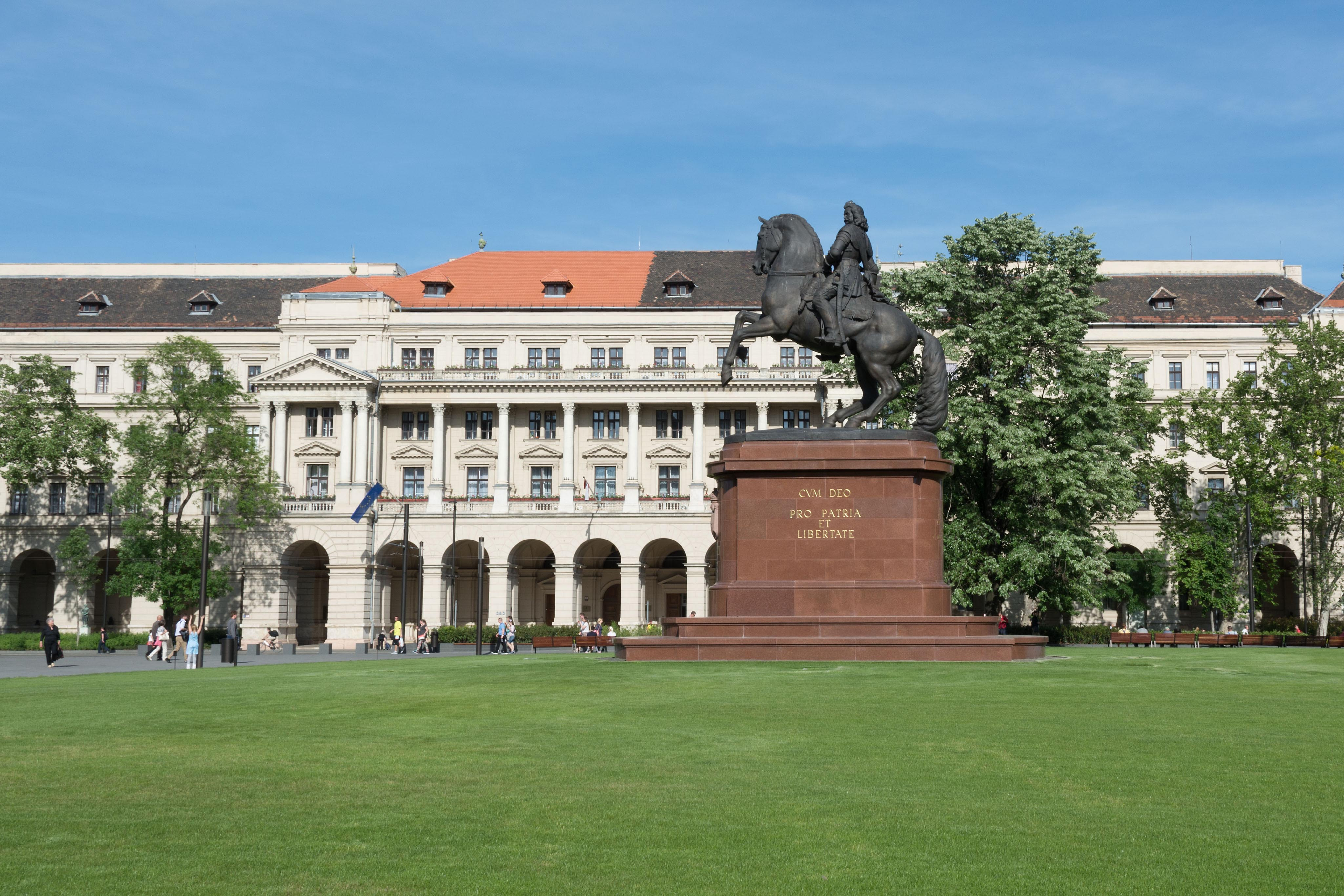
Reiterstatue von Ferenc II. Rákóczi mit Agrarministerium im Hintergrund.

Der Kossuth Lajos tér ist ein historisch bedeutungsvoller Platz an der der Donau abgewandten Längsseite des ungarischen Parlamentsgebäudes in Budapest. Er liegt im V. Bezirk Budapests und ist durch die gleichnamige Station der Budapester Metro Linie M2 erschlossen.

## Geschichte
Er trägt erst seit 1927 den Namen des ungarischen Revolutionärs Lajos Kossuth (1802–1894), zuvor hieß er Országház tér („Parlamentsplatz“, 1898–1927), Tömő tér oder, in deutscher Sprache Stadt Schopper Platz (1853–1898). Letzterer Name verweist auf die Aufschüttung des sumpfigen donaunahen Geländes. Sein erster bekannter Name war Städtischer Auswindplatz (Schiffs-Entladeplatz – 1820).
Gegen Ende des 19. Jahrhunderts wurden hier Imre Steindls mächtiges Parlamentsgebäude (1885–1904) und der Justizpalast (1893–1896) errichtet. Den Platz flankiert auch das Landwirtschaftsministerium.
Der normalerweise ruhige Platz im Regierungsviertel war Ort zahlreicher politischer Demonstrationen, etwa am 23. und 25. Oktober 1956 im Zusammenhang mit dem ungarischen Volksaufstand – am 25. wurde hier von Heckenschützen der politischen Polizei ÁVO in die friedliche Menge geschossen. Am 15. März 1989, dem Jahrestag der Revolution von 1848, fand hier eine wichtige Kundgebung zu Beginn der demokratischen Wende statt.
Im Herbst 2006 kam es auf dem Platz zu wochenlangen Demonstrationen gegen die Regierung von Ferenc Gyurcsány und in der Folge zur mehrmonatigen Sperren.
Die 2010 gewählte Regierung Orbán plant, den künstlerischen Gesamtzustand des Platzes von vor 1944 zu rekonstruieren. So soll auch unter anderem das Kossuth-Denkmal wieder errichtet werden und bestehende Denkmäler, wie z. B. jenes für Attila József, versetzt werden (Im Falle Attilas 20 Meter näher an das Donauufer).

## Denkmäler
Der Kossuth tér ist auch durch seine Denkmäler als symbolischer Ort von hoher politischer Bedeutung ausgezeichnet. So wurde das 1927 fertiggestellte Kossuth-Denkmal nach 1945 entfernt, weil es „zu wenig optimistisch“ gestaltet war und zudem an andere, adelige Protagonisten ungarischer Aufstände erinnerte. Dafür wurde nach 1945 eine Statue des Dichters Attila József (1905–1937) errichtet. An der Südseite des Platzes steht seit 1935 das von János Pásztor geschaffene Reiterstandbild von Graf Ferenc II. Rákóczi, dem Führer der antihabsburgischen ungarischen Aufstandsbewegung von 1703 bis 1711. Ein Denkmal erinnert auch an die Opfer von 1956.

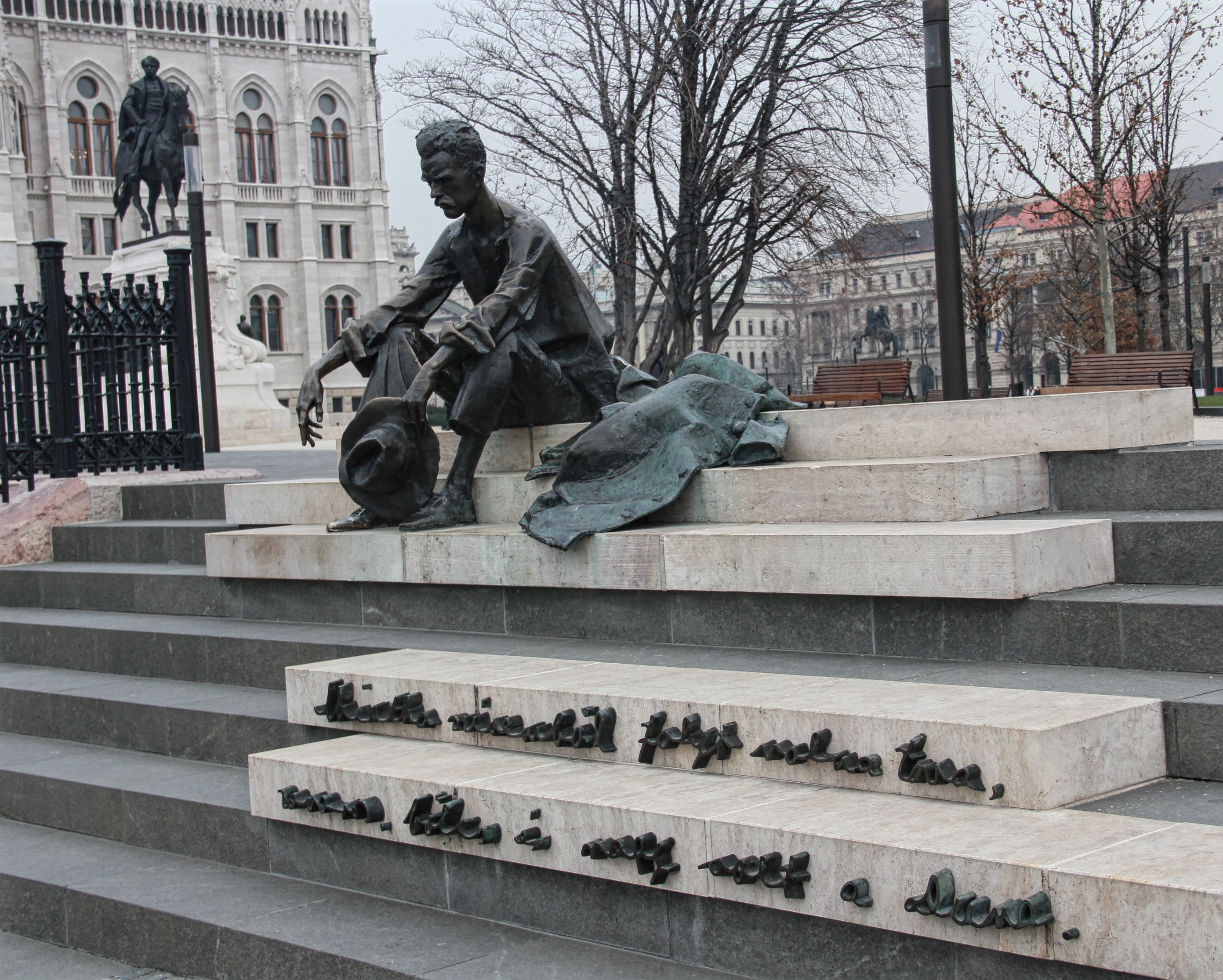
Statue von Attila József.
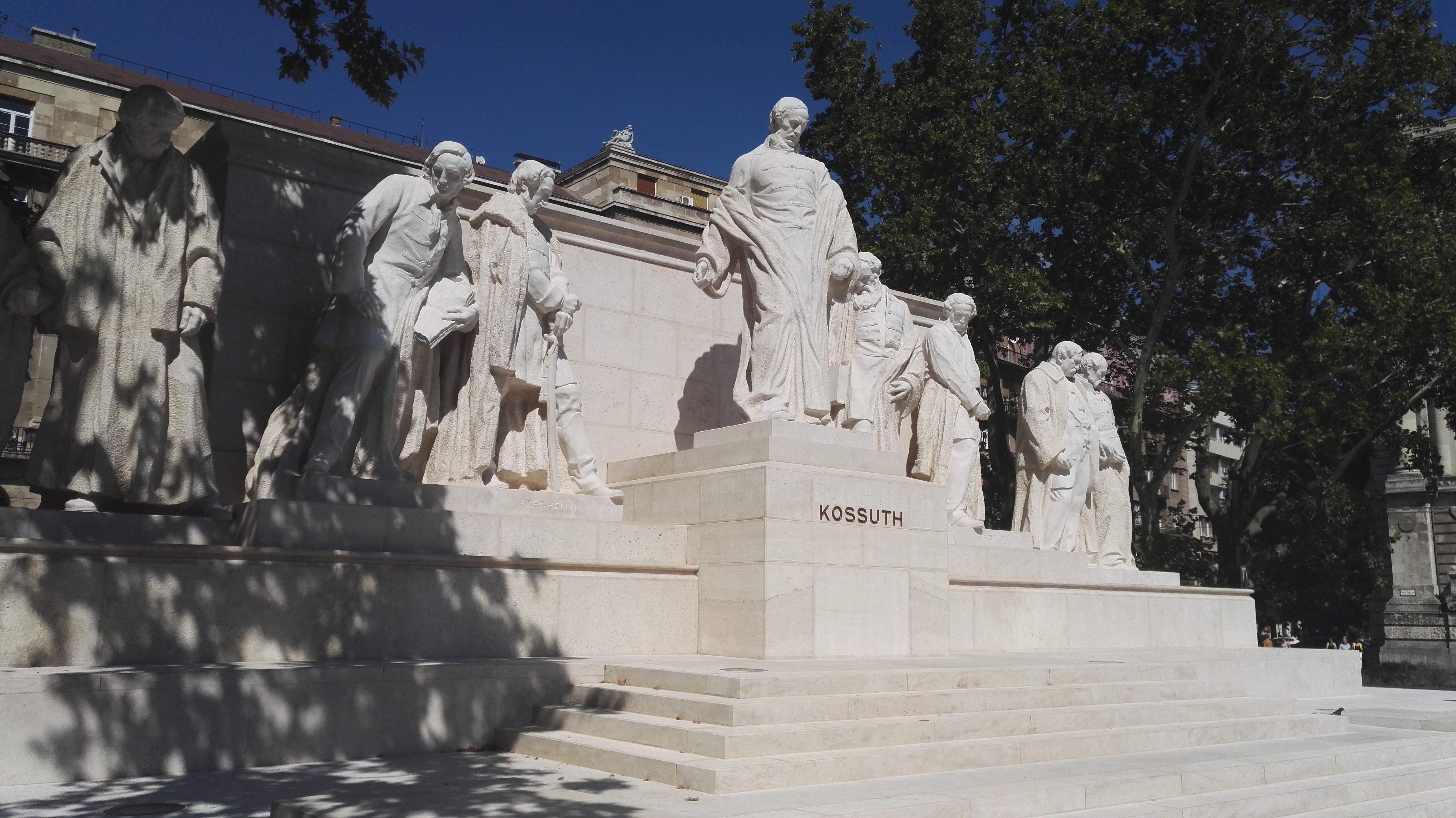
Lajos Kossuth Denkmal
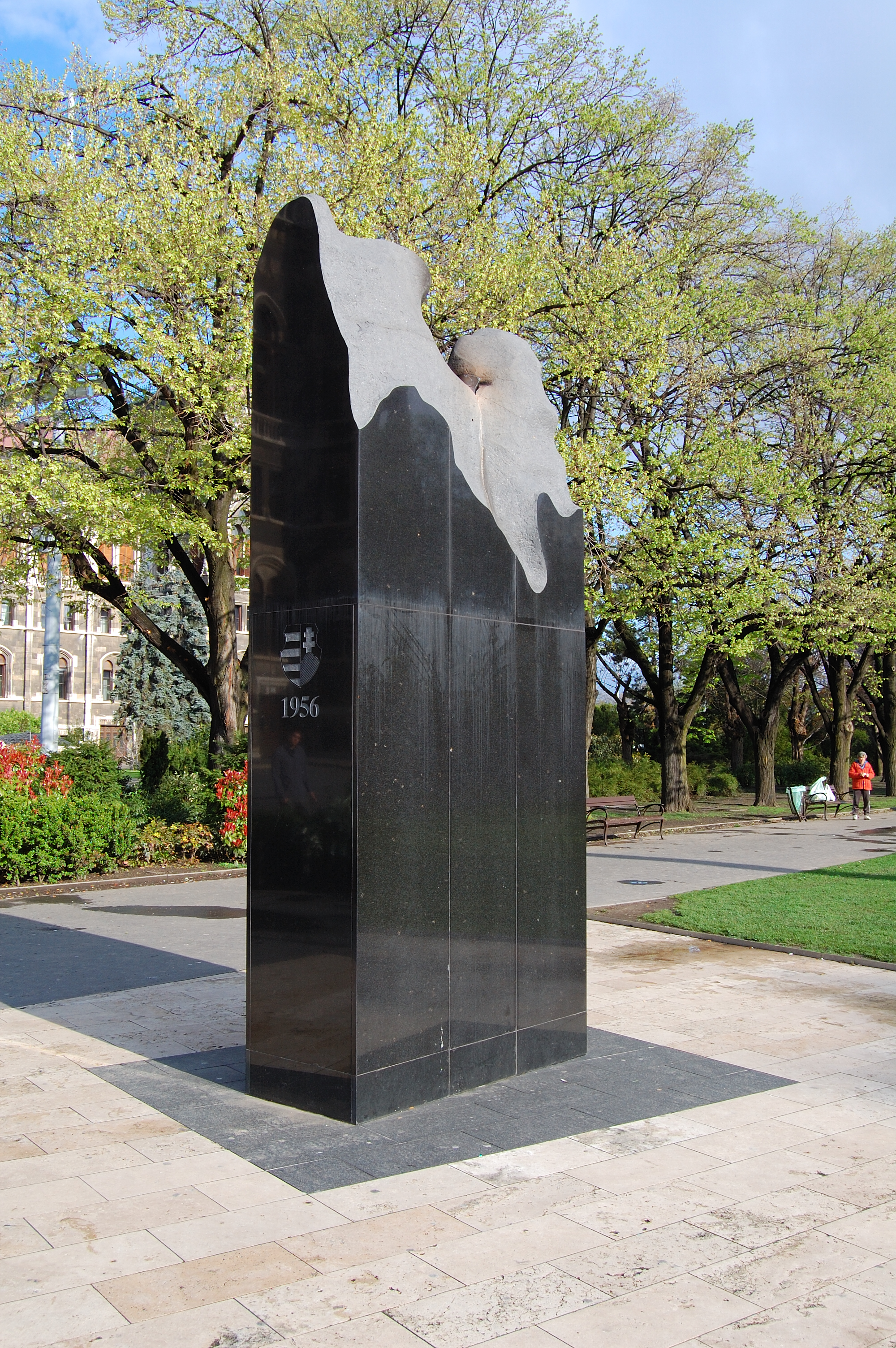
Denkmal des Ungarischen Volksaufstands von 1956
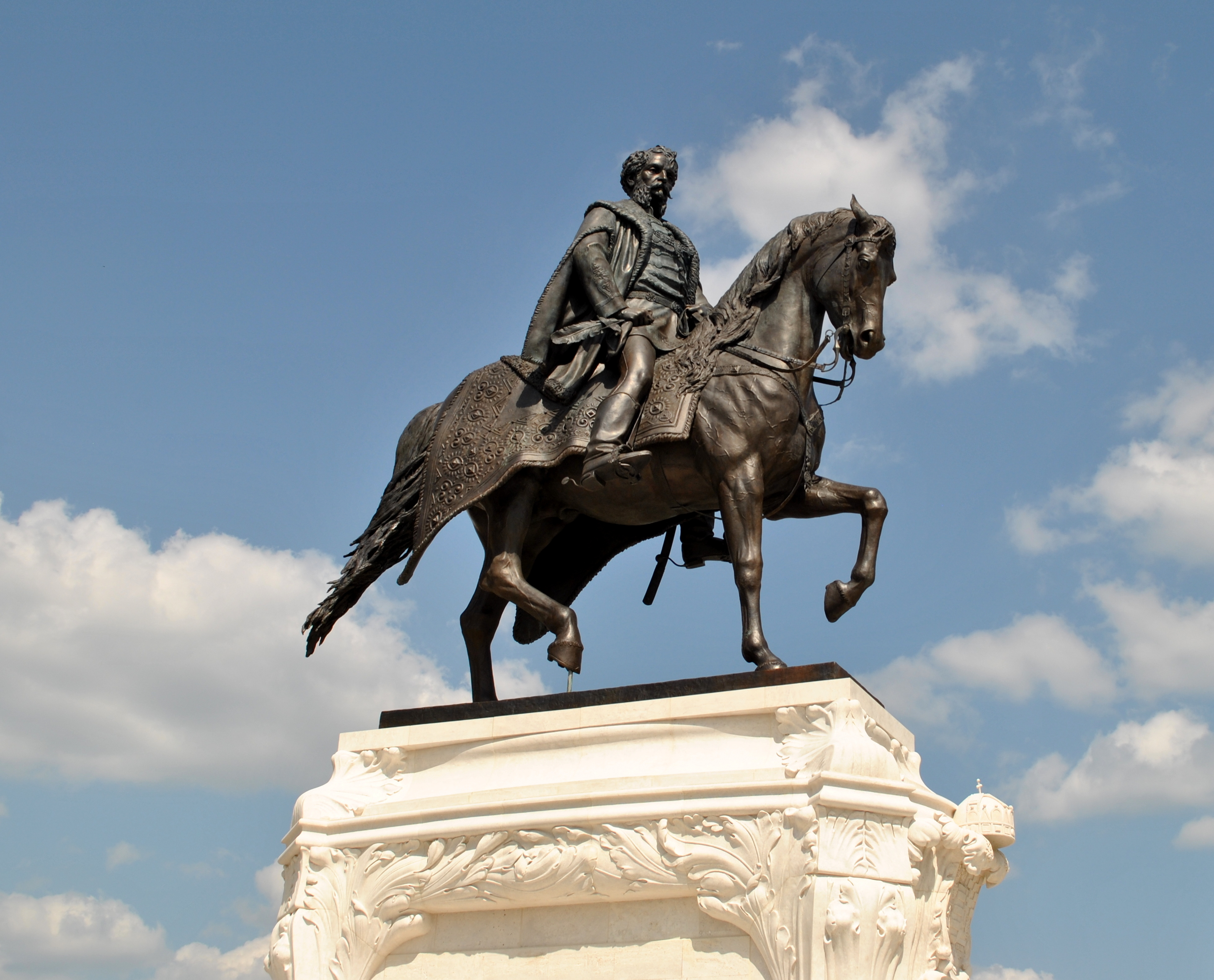
Gyula Andrássy Reiterstatue
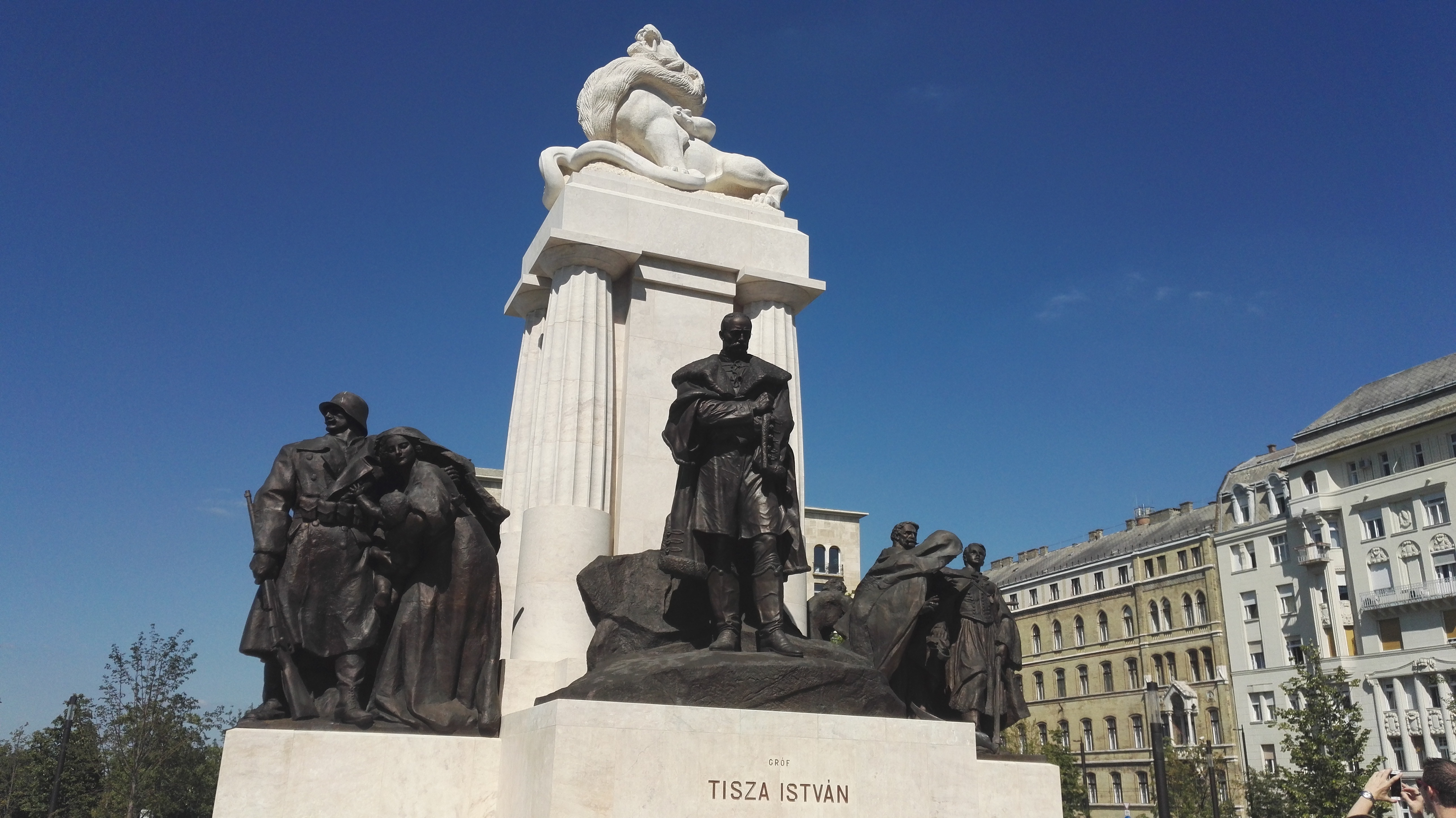
István Tisza Denkmal
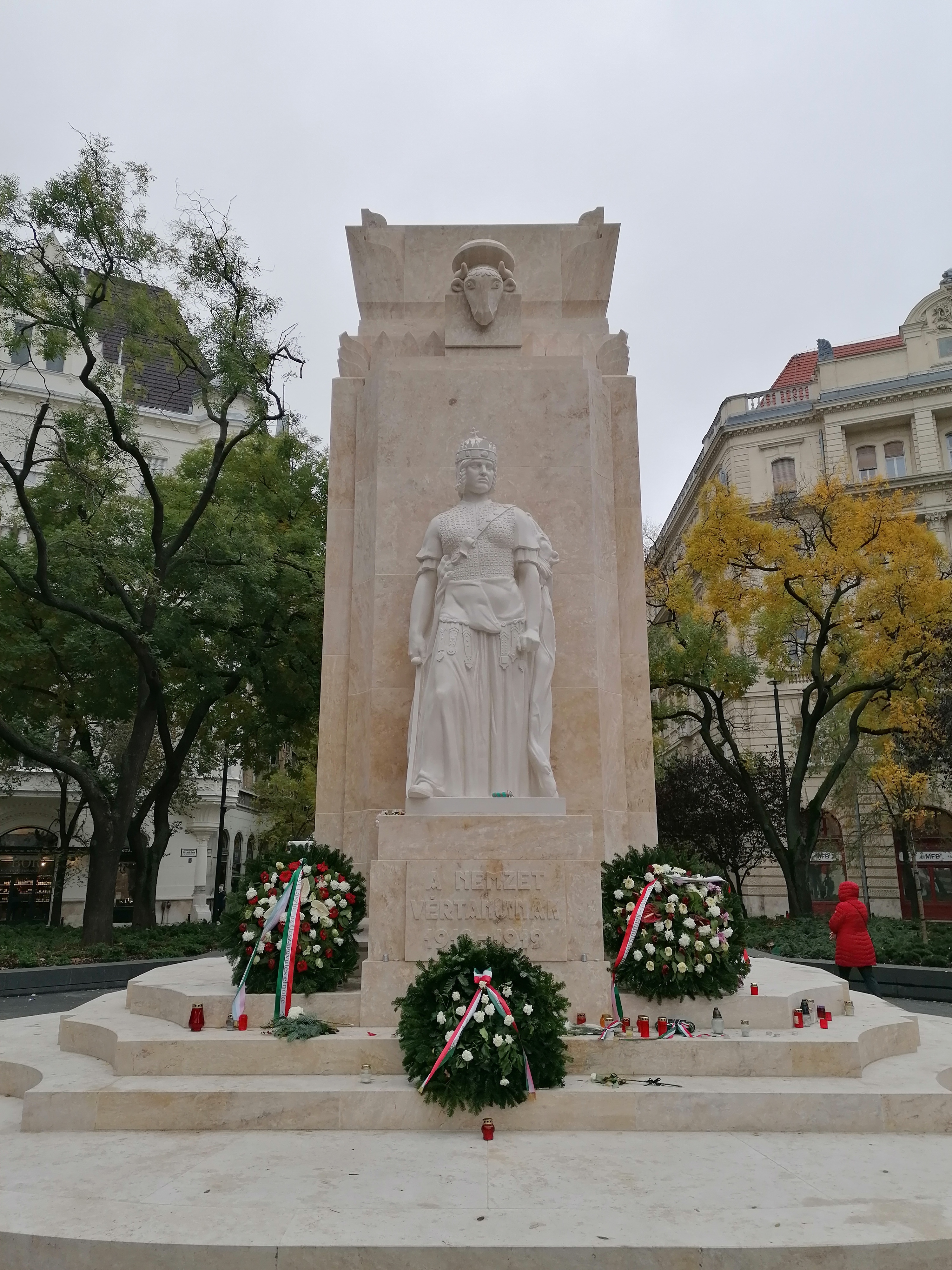
Denkmal für die Opfer des Roten Terrors in den Jahren 1918–1919